# Potamites strangulatus
Espèce
Synonymes
- Neusticurus strangulatus Cope, 1868
- Euspondilus festae Peracca, 1897
- Neusticurus strangulatus trachodus Uzzell, 1966

Potamites strangulatus est une espèce de sauriens de la famille des Gymnophthalmidae.

## Répartition
Cette espèce se rencontre en Équateur et au Pérou.

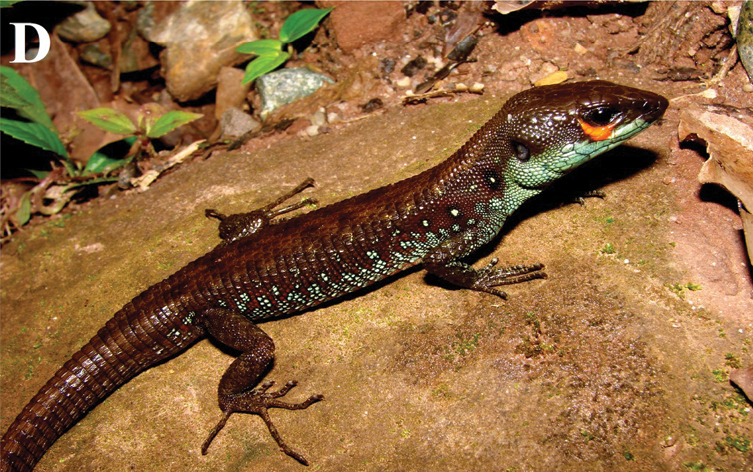
Potamites strangulatus trachodus

## Liste des sous-espèces
Selon The Reptile Database (22 novembre 2012) :
- Potamites strangulatus strangulatus (Cope, 1868)
- Potamites strangulatus trachodus (Uzzell, 1966)

## Publications originales
- Cope, 1868 : An examination of the Reptilia and Batrachia obtained by the Orton Expedition to Equador and the Upper Amazon, with notes on other species. Proceedings of the Academy of Natural Sciences of Philadelphia, vol. 20, p. 96-140 (texte intégral).
- Uzzell, 1966 : Teid Lizards of the genus Neusticurus (Reptilia, Sauria). Bulletin of the American Museum of Natural History, vol. 132, no 5, p. 279-327 (texte intégral).